# Dadra e Nagar Haveli
Dadra e Nagar Haveli è stato un territorio (Union Territory) dell'India occidentale.
È un'ex colonia portoghese (dal 1779 al 1954) formata da due distinti territori molto vicini tra loro: il Nagar Haveli, e, poco più a nord-ovest, Dadra. La capitale è stata Silvassa nel territorio di Nagar Haveli.
Nel 2020 si è fuso con il territorio di Daman e Diu per formare il nuovo territorio di Dadra e Nagar Haveli e Daman e Diu.

## Geografia fisica
L'unione territoriale consiste di due distinti territori: il Nagar Haveli, compreso tra gli stati di Maharashtra a sud e Gujarat a nord, e Dadra, piccola enclave nello stato del Gujarat, poco a nord-ovest di Nagar Haveli.
A poca distanza dal Mare Arabico, nei pressi della foce del Daman Ganga, questo territorio non è bagnato da mari e ad oriente è attraversato dalle colline alle pendici della catena dei Ghati occidentali.
Al censimento del 2001 nel territorio risultava la presenza di due sole città: Amli e la capitale Silvassa.

## Economia
L'economia locale può godere di un regime fiscale agevolato che ha anche favorito l'insediamento di alcune industrie di buon livello.